# Kevin Kim
Kevin Kim (Torrance, California, Estados Unidos, 26 de julio de 1978) es un jugador de tenis estadounidense de ascendencia coreana. Ha alcanzado el puesto Nº63 del ranking mundial, más que nada gracias a su labor dentro del circuito challenger. Sus mejores golpes son la derecha y el revés paralelo y se desempeña mejor en canchas rápidas.

## Títulos (0)

### Participaciones en Grand Slam
| Torneo          | 2009 | 2008 | 2007 | 2006 | 2005 | 2004 | 2000 | 1999 | 1996 | Títulos |
| --------------- | ---- | ---- | ---- | ---- | ---- | ---- | ---- | ---- | ---- | ------- |
| Australian Open | -    | -    | 1R   | 2R   | 3R   | -    | -    | -    | -    | 0       |
| Roland Garros   | 1R   | -    | -    | 2R   | 1R   | 1R   | -    | -    | -    | 0       |
| Wimbledon       | 1R   | 1R   | 1R   | 1R   | 2R   | -    | -    | -    | -    | 0       |
| US Open         | 2R   | -    | -    | 1R   | 1R   | -    | 1R   | 1R   | 1R   | 0       |

### Finalista en dobles (1)
- 2001: Houston (junto a Jim Thomas pierden ante Mahesh Bhupathi y Leander Paes)

### Challengers (9)
| N.º | Fecha                   | Torneo          | Superficie | Oponente en la final | Resultado      |
| --- | ----------------------- | --------------- | ---------- | -------------------- | -------------- |
| 1.  | 29 de octubre de 2001   | Burbank         | Dura       | Vince Spadea         | 6–2 6-4        |
| 2.  | 21 de junio de 2004     | Andorra         | Dura       | Gilles Müller        | 6-4 6-0        |
| 3.  | 19 de julio de 2004     | Aptos           | Dura       | Frank Dancevic       | 7-6(2) 6-4     |
| 4.  | 18 de octubre de 2004   | Burbank         | Dura       | Robert Kendrick      | 7-5 1-6 6-3    |
| 5.  | 6 de febrero de 2006    | Dallas          | Dura       | Robert Kendrick      | 1-6 6-4 6-1    |
| 6.  | 4 de junio de 2007      | Yuba City       | Dura       | Bobby Reynolds       | 6-4 0-6 6-3    |
| 7.  | 14 de julio de 2008     | Aptos           | Dura       | Andrea Stoppini      | 7-5 6-1        |
| 8.  | 8 de septiembre de 2008 | Tulsa           | Dura       | Vince Spadea         | 6-3 3-6 6-4    |
| 9.  | 2 de noviembre de 2009  | Charlottesville | Dura       | Somdev Devvarman     | 6-4 6-7(8) 6-4 |